# كلوستريديوم ضخم
كلوستريديوم ماغنوم أو كلوستريديوم ضخم (نسبة إلى حجم الخلايا) هو نوع من البكتيريا من فصيلة كلوستريدياسيا.